# Diego Placente
Diego Rodolfo Placente (Buenos Aires, 24 de Abril de 1977) é um ex-futebolista argentino que atua como Lateral-esquerdo. Jogava pelo Argentinos Juniors.

## Carreira
Placente iniciou sua carreira profissional em 1996 no Argentinos Juniors, depois se transferiu para o River Plate em 1997. Ele se transferiu para o Bayer Leverkusen em 2001, onde jogou até 2005, quando se transferiu para o Celta de Vigo, onde jogou até o fim de 2007 e depois foi emprestado ao San Lorenzo e na volta do empréstimo se transferiu para o Bordeaux.
Em 2010, se transferiu para o San Lorenzo da Argentina, onde ficou até o meio de 2011. Em julho, o jogador acertou sua transferência para o Nacional do Uruguai. No mesmo ano, acertou com o clube que o revelou ao futebol, o Argentinos Juniors.
Jogou sua primeira partida na seleção argentina em 2001 e jogou 22 vezes até hoje.

## Títulos
Argentina
- Campeonato Mundial de Futebol Sub-20: 1997

Nacional
- Campeonato Uruguaio: 2011-12